# Damenbundesliga 2006 (Football)
Die Damenbundesliga (DBL) Saison 2006 war die 17. Spielzeit in der höchsten Spielklasse des American Football in Deutschland für Frauen.
Das Eröffnungsspiel der Saison 2006 bestritten die Dresden Diamonds gegen die SG Braunschweig/Bremen am 29. April 2006 um 11 Uhr. Die DBL-Saison 2006 wurde von April bis September ausgetragen. Im Anschluss an die reguläre Saison fanden ein Viertelfinale, Halbfinale und der Ladiesbowl XV statt.
Das Finale wurde am 23. September in Mülheim ausgetragen. Sich gegenüber standen die amtierenden Meisterinnen der Munich Cowboys Ladies und Berlin Kobra Ladies, wobei München den Meistertitel mit 41:14 verteidigen konnte.

## Modus
In der Saison 2006 traten insgesamt zehn Teams in zwei getrennten Gruppen an (je fünf pro Gruppe). Jede dieser Gruppen trägt ein doppeltes Rundenturnier aus, wobei jedes Team einmal das Heimrecht genießt. Nach jeder Partie erhält die siegreiche Mannschaft zwei und die besiegte null Punkte. Bei einem Unentschieden erhält jede Mannschaft einen Punkt. Die Punkte des Gegners werden als Minuspunkte gerechnet. Nach Beendigung des Rundenturniers wird eine Rangliste ermittelt, bei der zunächst die Anzahl der erzielten Punkte entscheidend ist. Bei Punktgleichheit entscheidet der direkte Vergleich.
Nach den Rundenturnieren spielen die jeweils drei bestplatzierten Mannschaften in drei Play-off-Runden um die Deutsche Meisterschaft.

Pro Gruppe qualifizieren sich drei Teams für die Play-offs, wobei die jeweils Gruppenersten mit Heimrecht für das Halbfinale gesetzt sind. In der ersten Runde der Play-offs, dem Viertelfinale, spielen die Zweit- und Drittplatzierten der Gruppen Nord und Süd über Kreuz gegeneinander, der jeweils Zweitplatzierte spielt also gegen den Drittplatzierten der anderen Gruppe. Hierbei genießen die Gruppenzweiten Heimrecht. Die siegreichen Teams spielen anschließend im Halbfinale gegen die Gruppenersten. Wer im Halbfinale gewinnt, darf entsprechend im Ladiesbowl gegeneinander antreten.

## Teams
In der Gruppe Nord haben die folgenden Teams am Ligabetrieb teilgenommen:
- Hamburg Amazons
- Hamburg Maniacs
- Kiel Baltic Witches
- Mülheim Shamrocks (zuvor in Gruppe Süd)
- Spielgemeinschaft Bochum Miners/Münster Mammuts Ladies (erstmalige Teilnahme als Spielgemeinschaft und für Münster im Allgemeinen)

In der Gruppe Süd haben die folgenden Teams am Ligabetrieb teilgenommen:
- Berlin Kobra Ladies
- Dresden Diamonds (Rückkehr nach einem Jahr)

- Munich Cowboys Ladies
- Nürnberg Hurricanes (Rückkehr nach zwei Jahren)
- Spielgemeinschaft Braunschweig Lady Lions/Bremen Firestarters (Rückkehr nach zwei Jahren für Braunschweig, erstmalige Teilnahme für Bremen)

## Saisonverlauf
In diesem Jahr traten zehn Teams in der DBL an. Während die Mülheim Shamrocks die Gruppe wechselten, kehrten die Dresden Diamonds und Nürnberg Hurricanes zurück in die Liga. Außerdem waren die Bochum Miners und Braunschweig Lady Lions jeweils in einer Spielgemeinschaft mit den Münster Mammuts beziehungsweise Bremen Firestarters wieder mit dabei.
Gruppensiegerinnen in der Nord-Gruppe wurden ungeschlagen die Mülheim Shamrocks, die im Halbfinale mit 6:9 gegen die Munich Cowboys Ladies verloren. Gruppenzweite wurden die Maniacs, -dritte die Hamburg Amazons. Beide verloren ihre Viertelfinalspiele mit 8:44 und mit 0:44.
Südmeisterinnen wurden ebenfalls ungeschlagen die Berlin Kobra Ladies vor den Munich Cowboys Ladies und Nürnberg Hurricanes. Im Halbfinale gewann Berlin mit 48:12 gegen Nürnberg und stand damit im Finale gegen München. 
Das Saisonfinale, der Ladiesbowl XV, fand am 23. September im Ruhrstadion in Mülheim statt. Nachdem sie bereits zur Halbzeit die Führung übernommen hatten, gewannen die Munich Cowboys Ladies am Ende gegen die Berlin Kobra Ladies mit 41:14. Für die Münchnerinnen war es der zweite Meisterschaftstitel insgesamt und in Folge.

### Abschlusstabellen
| Gruppe Nord | Gruppe Nord         | Gruppe Nord | Gruppe Nord | Gruppe Nord | Gruppe Nord | Gruppe Nord | Gruppe Nord |    | Gruppe Süd             | Gruppe Süd | Gruppe Süd | Gruppe Süd | Gruppe Süd | Gruppe Süd | Gruppe Süd | Gruppe Süd |
| #           | Team                | Punkte      | Sp          | S           | U           | N           | TD-Pkt.     | #  | Team                   | Punkte     | Sp         | S          | U          | N          | TD-Pkt.    |            |
| ----------- | ------------------- | ----------- | ----------- | ----------- | ----------- | ----------- | ----------- | -- | ---------------------- | ---------- | ---------- | ---------- | ---------- | ---------- | ---------- | ---------- |
| 1.          | Mülheim Shamrocks   | 16:00       | 8           | 8           | 0           | 0           | 188:600     | 1. | Berlin Kobra Ladies    | 16:00      | 8          | 8          | 0          | 0          | 418:400    |            |
| 2.          | Hamburg Maniacs     | 10:60       | 8           | 5           | 0           | 3           | 188:100     | 2. | Munich Cowboys Ladies  | 12:40      | 8          | 6          | 0          | 2          | 282:500    |            |
| 3.          | Hamburg Amazons     | 09:70       | 8           | 4           | 1           | 3           | 115:101     | 3. | Nürnberg Hurricanes    | 08:80      | 8          | 4          | 0          | 4          | 206:192    |            |
| 4.          | Kiel Baltic Witches | 03:13       | 8           | 1           | 1           | 6           | 050:150     | 4. | Dresden Diamonds       | 04:12      | 8          | 2          | 0          | 6          | 082:321    |            |
| 5.          | SG Bochum/Münster   | 02:14       | 8           | 1           | 0           | 7           | 034:218     | 5. | SG Braunschweig/Bremen | 00:16      | 8          | 0          | 0          | 8          | 014:399    |            |

Erläuterung: Qualifikation für Halbfinale, Qualifikation für Viertelfinale, Stand: 23. September 2006 (Saisonende)

### Play-offs
|  | Viertelfinale | Viertelfinale         | Viertelfinale |  |  | Halbfinale | Halbfinale            | Halbfinale |  |    | Ladiesbowl XV       | Ladiesbowl XV         | Ladiesbowl XV |
|  |               |                       |               |  |  |            |                       |            |  |    |                     |                       |               |
|  |               |                       |               |  |  | S1         | Berlin Kobra Ladies   | 48         |  |    |                     |                       |               |
|  | N2            | Hamburg Maniacs       | 8             |  |  | S3         | Nürnberg Hurricanes   | 12         |  |    |                     |                       |               |
|  | S3            | Nürnberg Hurricanes   | 44            |  |  |            |                       |            |  | S1 | Berlin Kobra Ladies | 14                    |               |
|  |               |                       |               |  |  |            |                       |            |  |    | S2                  | Munich Cowboys Ladies | 41            |
|  |               |                       |               |  |  | N1         | Mülheim Shamrocks     | 6          |  |    |                     |                       |               |
|  | S2            | Munich Cowboys Ladies | 44            |  |  | S2         | Munich Cowboys Ladies | 9          |  |    |                     |                       |               |
|  | N3            | Hamburg Amazons       | 0             |  |  |            |                       |            |  |    |                     |                       |               |

Viertelfinale
|                        |                              |  |                 |                          |                     |  |           |
|                        | Hamburg 26.08.2006 15:00 Uhr |  | Hamburg Maniacs | \| \| 8 : 44 \| \| \| \| | Nürnberg Hurricanes |  | Homefield |
| (8:6, 0:6, 0:13, 0:19) | Hamburg 26.08.2006 15:00 Uhr |  | Hamburg Maniacs |                          | Nürnberg Hurricanes |  | Homefield |
|                        | 8 : 44                       |  |                 |                          |                     |  |           |
|                        |                              |  |                 |                          |                     |  |           |

|                        |                              |  |                       |                          |                 |  |              |
|                        | München 27.08.2006 13:30 Uhr |  | Munich Cowboys Ladies | \| \| 44 : 0 \| \| \| \| | Hamburg Amazons |  | Dantestadion |
| (6:0, 19:0, 6:0, 13:0) | München 27.08.2006 13:30 Uhr |  | Munich Cowboys Ladies |                          | Hamburg Amazons |  | Dantestadion |
|                        | 44 : 0                       |  |                       |                          |                 |  |              |
|                        |                              |  |                       |                          |                 |  |              |

Halbfinale
|                         |                             |  |                     |                           |                     |  |                     |
|                         | Berlin 09.09.2006 15:00 Uhr |  | Berlin Kobra Ladies | \| \| 48 : 12 \| \| \| \| | Nürnberg Hurricanes |  | Stadion Wilmersdorf |
| (14:6, 7:0, 14:6, 13:0) | Berlin 09.09.2006 15:00 Uhr |  | Berlin Kobra Ladies |                           | Nürnberg Hurricanes |  | Stadion Wilmersdorf |
|                         | 48 : 12                     |  |                     |                           |                     |  |                     |
|                         |                             |  |                     |                           |                     |  |                     |

|                 |                                        |  |                   |                         |                       |  |             |
|                 | Mülheim a.d. Ruhr 09.09.2006 15:00 Uhr |  | Mülheim Shamrocks | \| \| 6 : 9 \| \| \| \| | Munich Cowboys Ladies |  | Ruhrstadion |
| (0:0, 0:0, 6:9) | Mülheim a.d. Ruhr 09.09.2006 15:00 Uhr |  | Mülheim Shamrocks |                         | Munich Cowboys Ladies |  | Ruhrstadion |
|                 | 6 : 9                                  |  |                   |                         |                       |  |             |
|                 |                                        |  |                   |                         |                       |  |             |

Ladiesbowl XV
|                         |                                         |  |                     |                           |                       |  |             |
|                         | Mülheim a. d. Ruhr 23.09.2006 15:00 Uhr |  | Berlin Kobra Ladies | \| \| 14 : 41 \| \| \| \| | Munich Cowboys Ladies |  | Ruhrstadion |
| (14:7, 0:13, 0:14, 0:7) | Mülheim a. d. Ruhr 23.09.2006 15:00 Uhr |  | Berlin Kobra Ladies |                           | Munich Cowboys Ladies |  | Ruhrstadion |
|                         | 14 : 41                                 |  |                     |                           |                       |  |             |
|                         |                                         |  |                     |                           |                       |  |             |